# Digitaria mezii
Digitaria mezii là một loài thực vật có hoa trong họ Hòa thảo. Loài này được Kaneh. mô tả khoa học đầu tiên năm 1933.